# Татарский, Виктор Витальевич
Ви́ктор Вита́льевич Тата́рский (17 ноября 1939, Ленинград — 27 февраля 2022, Москва) — теле- и радиоведущий советского и постсоветского периода, член Союза журналистов России. C 1967 года бессменный автор и ведущий радиопрограммы «Встреча с песней». Народный артист Российской Федерации (2012).

## Биография
Родился в семье научных работников. Отец — доктор геолого-минералогических наук Виталий Борисович Татарский (1907—1993), заведующий кафедрой кристаллографии Ленинградского университета, профессор; мать — Нина Юрьевна Икорникова, также кристаллограф. По линии матери — праправнук Николая Чернышевского.
С началом Великой Отечественной войны был определён в детский дом. Пережил блокаду Ленинграда.
Окончил Театральное училище имени М. С. Щепкина, пройдя обучение у Игоря Ильинского и Михаила Царёва.
С 1967 года, начиная с седьмого выпуска, бессменно вёл радиопередачу «Встреча с песней», автором (редактором) которой одновременно являлся. 11 ноября 2006 года вышел 1000-й выпуск передачи, а последний, 1467-й, вышел 10 июня 2023 года.
Последний прижизненный выпуск «Встречи с песней» Виктора Татарского вышел на «Радио России» 26 февраля 2022 года. Это был 1431-й выпуск радиопередачи.
В 1960-е—1990-е годы также вёл передачи «Музыкальный глобус» (1967—1997), «Запишите на ваши магнитофоны» (1970—1972) и «На всех широтах» (1973—1976).
С 1993 года вёл программу «Звёздный час» на фестивале «Славянский базар» в Витебске.
В 1996—2003 годах вёл телевизионную программу «История одного шедевра» на ОРТ (в течение семи лет), где рассказывалось о полотнах Третьяковской галереи, Русского музея и музеев Московского Кремля.
До 1996 года выступал с художественным чтением в Центральном доме художника, Доме актёра и Доме журналиста в Москве, в Белом зале в Киеве, в Театре эстрады, в Концертном зале у Финляндского в Ленинграде, в школах перед учащимися. Записал 15 актёрских сольных чтецких программ, среди которых «Мастер и Маргарита» Михаила Булгакова, «Дом на набережной» Юрия Трифонова.
Участвовал в озвучивании на русском языке художественных фильмов: «Восемь с половиной», «Амаркорд» Феллини, «Кабаре» Боба Фосса, венгерско-американского мультфильма «Бегемот Гуго», а также русского перевода в телесериале В. Котта «Родственный обмен»; документального фильма «Заговор против Страны Советов» (1984 год).
Член жюри «Национальной радиопремии» (Медиасоюза).
Умер 27 февраля 2022 года. Похоронен на Троекуровском кладбище (уч. 21).

## «Встреча с песней»
Первый выпуск передачи «Встреча с песней» вышел на Всесоюзном радио 31 января 1967 года.
После 1991 года выходила на «Радио−1». С 1997 года выходила на «Радио России». Тысячный выпуск вышел 11 ноября 2006 года.
Передача построена в форме чтения писем с историями о влиянии различных музыкальных произведений на судьбы людей. После каждой истории звучит указанное произведение. Как правило, истории относятся к старым и редко звучащим произведениям, которые приходится разыскивать. Иногда ведущий читает стихи. Радиослушатели всегда отмечают необыкновенно тёплый и проникновенный голос ведущего, его уникальный тембр.
Передачи выходили на «Радио России» каждую вторую, четвёртую и (если такая была) пятую субботу месяца. Последний выпуск при жизни Виктора Витальевича состоялся 26 февраля 2022 года. После этой даты вплоть до 10 июня 2023 года по тому же расписанию выходили новые выпуски «Встречи с песней», которые Виктор Татарский готовил и записывал «впрок», на несколько месяцев вперёд. Всего вышло 1467 выпусков. После 10 июня 2023 года по тому же расписанию выходили архивные выпуски «Встречи с песней».
31 января 2022 года программе исполнилось 55 лет.

## Награды и звания
- Народный артист Российской Федерации (21 марта 2012 года) — за большие заслуги в области кинематографического, музыкального, театрального, хореографического и циркового искусства[13];
- Заслуженный артист РСФСР (23 сентября 1988 года) — за заслуги в области советского искусства[14];
- Лауреат российской премии «Золотой микрофон» (номинация «Легенда»).